# Pippa Passes; or, The Song of Conscience

Pippa passes; or, The Song of Conscience est un film muet américain réalisé par D. W. Griffith, sorti en 1909.

## Fiche technique
- Titre : Pippa passes; or, The Song of Conscience
- Réalisation : D. W. Griffith
- Scénario : D. W. Griffith & Frank E. Woods, d'après Pippa Passes, pièce de Robert Browning
- Société de production et de distribution : American Mutoscope and Biograph Company
- Photographie : G. W. Bitzer et Arthur Marvin
- Pays de production :  États-Unis
- Durée : 11 minutes
- Date de sortie : 4 octobre 1909

## Distribution
Les noms des personnages proviennent de l'Internet Movie Database.
- Gertrude Robinson : Pippa
- George Nichols : mari de Pippa
- Arthur V. Johnson : Luca
- Marion Leonard : Ottima
- Owen Moore : Sibald
- Linda Arvidson : modèle grecque
- Mary Pickford
- Adele DeGarde
- Mack Sennett
- Clara T. Bracy
- James Kirkwood
- Anthony O'Sullivan
- Billy Quirk
- Henry B. Walthall